# Planica 7
Planica 7 – pomniejszy turniej w skokach narciarskich organizowany w ramach Pucharu Świata od sezonu 2017/2018.
Zawody odbywają się na skoczni Letalnica w Planicy. Do klasyfikacji generalnej tego cyklu zaliczają się rezultaty, zdobyte podczas konkursów kwalifikacyjnych, dwóch konkursów indywidualnych oraz drużynowych. Zwycięzcą cyklu Planica 7 zostaje zawodnik, który zdobył największą indywidualną notę za powyższe konkursy.
Poza nagrodami, które są regulaminowo przyznawane przez Międzynarodową Federację Narciarską, zwycięzca otrzyma dodatkową premię pieniężną w wysokości 20 tys. franków szwajcarskich.

## Skocznie
| Zdjęcie | Nazwa skoczni | Miejscowość | K    | HS    | Rekord skoczni | Rekord skoczni | Rekord skoczni |
| Zdjęcie | Nazwa skoczni | Miejscowość | K    | HS    | Odległość      | Rekordzista    | Data           |
| ------- | ------------- | ----------- | ---- | ----- | -------------- | -------------- | -------------- |
|         | Letalnica     | Planica     | K200 | HS240 | 254,5 m        | Domen Prevc    | 29.03.2025     |

## Podium klasyfikacji generalnej Planica 7
| Edycja | Rok  | 1. miejsce      | 2. miejsce           | 3. miejsce           |
| ------ | ---- | --------------- | -------------------- | -------------------- |
| 1.     | 2018 | Kamil Stoch     | Johann André Forfang | Robert Johansson     |
| 2.     | 2019 | Ryōyū Kobayashi | Markus Eisenbichler  | Timi Zajc            |
| 3.     | 2021 | Karl Geiger     | Ryōyū Kobayashi      | Markus Eisenbichler  |
| 4.     | 2022 | Timi Zajc       | Marius Lindvik       | Peter Prevc          |
| 5.     | 2023 | Stefan Kraft    | Anže Lanišek         | Timi Zajc            |
| 6.     | 2024 | Daniel Huber    | Peter Prevc          | Johann André Forfang |
| 6.     | 2025 | Domen Prevc     | Anže Lanišek         | Andreas Wellinger    |